# Elephantinosoma chnumi
Elephantinosoma chnumi är en tvåvingeart som beskrevs av Becker 1903. Elephantinosoma chnumi ingår i släktet Elephantinosoma och familjen vattenflugor. Inga underarter finns listade i Catalogue of Life.